# Jack London Story
Jack London Story (Klondike Fever) è un film canadese del 1980, diretto da Peter Carter.

## Trama
Basato sugli scritti di Jack London, racconta il suo viaggio da San Francisco nel Klondike, tra il 1897 e il 1898, come cercatore d'oro nel territorio dello Yukon, vivendo numerose avventure e affrontando avventurieri, criminali, donne e personaggi stravaganti, in compagnia dell'inseparabile cane Buck.

## Luoghi di ripresa
Il film venne girato dal 2 aprile all'11 maggio 1979 in Canada, a Vancouver, Barkerville, Harrison Lake e Three Valley Gap.

## Distribuzione
Il film ebbe la sua prima proiezione il 12 gennaio 1980 al Miami International Film Festival. In Italia ottenne il visto di censura n. 75.416 del 1º agosto 1980 per una lunghezza della pellicola di 3.248 metri. Ebbe nove nomination ai Genie Award: Gordon Pinsent si aggiudicò lo Screen Award come miglior attore non protagonista.